# Muay boran
Muay boran (em tailandês:  มวยโบราณ, RTGS: muai boran, AFI: [mūaj bōːrāːn], lit. boxe antigo), é um termo abrangente para as artes marciais desarmadas da Tailândia, antes da introdução de equipamentos modernos e regras. É o ancestral do moderno muay thai. A palavra muay que significa boxe vem do termo sânscrito mavya, enquanto boran ou boraan significa antigo em tailandês. A arte é significativamente diferente do seu descendente moderno.
Considerando que o muay thai é muitas vezes chamado de "ciência das oito armas", o muay boran faz o uso de awut nawa (lit. nove armas: duas mãos, duas pernas, dois cotovelos, dois joelhos e a cabeça) para o ataque e a defesa.

## Características
O muay boran visa ao término rápido da luta, através de alejamentos, imobilizações, estrangulamentos e até mesmo a morte.
Assim como o judô é uma adaptação de estilos mais antigos de jiu-jitsu (não confundir com o jiu-jitsu brasileiro), o muay thai é o muay boran reformado. O muay boran possui elementos que não podem ser utilizados em um torneio, como alguns estrangulamentos, torções, golpes em pontos vitais, ataques ao centro, alguns golpes que causam ferimento grave ou até mesmo morte instantânea, entre muitos outros.
Por lhe faltar um aspecto desportivo, o muay boran é raramente ensinado e encontrar uma escola é difícil. Na verdade, era praticamente desconhecido no Ocidente até o lançamento do filme cult de artes marciais tailandês Ong Bak de Tony Jaa. Atualmente é procurado por várias pessoas, e até mesmo por mestres de artes marciais, com o desejo de aprimorarem sua técnica e torná-la mais mortal.

## Técnicas

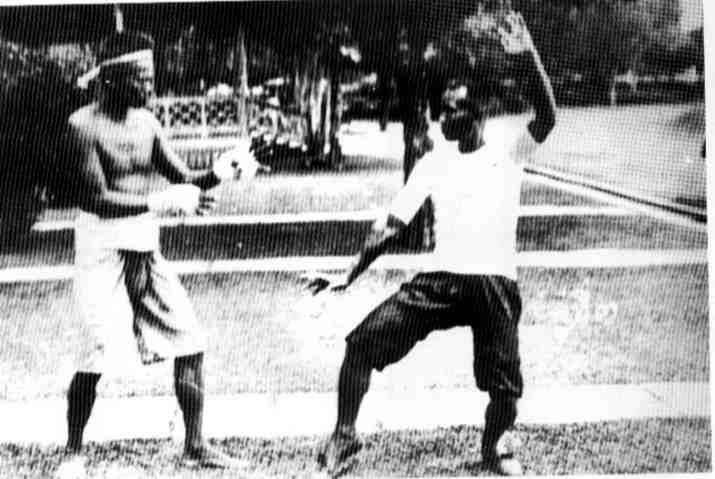
Postura ao estilo muay chaiya durante o treino.

As técnicas usadas no muay boran focam a eficiência e maximizam a quantidade de dano de cada golpe. O objetivo é neutralizar o inimigo o mais rapidamente possível, porque outro pode estar por perto pronto para atacar. Além de mãos e pernas, cotovelos e joelhos são também utilizados para desferir golpes devastadores que podem rapidamente incapacitar ou até matar seu oponente.
A postura de luta básica do muay boran é muito mais baixa e mais larga que o muay thai, bem como as artes marciais indianas e tradicionais chinesas. Neste, os combatentes são obrigados a ter maior agilidade, flexibilidade e velocidade, e é permitido pular no joelho de seu adversário para desferir um golpe na cabeça. A procedência dos chutes é provavelmente indiana  vinda do mushti yuddha e das artes marciais do sul da China. O muay boran tem sido influenciado pelas artes marciais dos países vizinhos e vice-versa, como pode ser visto na técnica kamae kham sao, que foi emprestada do Camboja.
Ao longo dos muitos séculos em que o muay boran desenvolveu-se, vários estilos regionais surgiram:
- Muay thasao (região norte da Tailândia) - Ênfase na velocidade, especialmente pontapés rápidos. Esta variação de muay boran foi apelidada de "ling lom" (lit. macaco ventoso).
- Muay korat (região leste da Tailândia) - Ênfase na força. Uma técnica exclusiva neste estilo é o "soco de derrubar búfalos", chamado assim porque supõe-se que um golpe é suficiente para derrubar um búfalo.
- Muay lopburi (região central da Tailândia) - Ênfase na astúcia, movimentos técnicos. Esta variação favorece fortes socos e ganchos.
- Muay chaiya (região sul da Tailândia) - Tem ênfase na boa postura e defesa. Este estilo favorece ataques com os cotovelos e joelhos.

Uma vez que cada estilo tem a sua própria força, dizia-se que um lutador completo tinha: "Soco korat, inteligência lopburi, postura chaiya, velocidade thasao".

## Regras
As velhas regras de Muay Boran consistiam simplesmente na proibição de bater na virilha, arrancar os olhos, bater no oponente caído e puxar os cabelos. Categorias por peso não existiam e não existia ringues construído especialmente para os torneios. Em vez disso, as lutas tinham lugar em qualquer espaço aberto cercado por um círculo de espectadores. Os rounds eram cronometrados com um pequeno furo feito em um coco que era colocado na água. Quando o coco afundasse, um tambor era utilizado para sinalizar o fim de um round.